# Мельниченко Тамара Йосипівна
Тама́ра Йо́сипівна Мельниче́нко (нар. 9 грудня 1927, Антонівка, Таращанського району, Київської області — пом. 23 лютого 2009, Київ) — українська поетеса та письменниця. 

## Творчий шлях
Тамара Йосипівна Мельниченко народилась 9 грудня 1927 року в селі Антонівка, Таращанського району, Київської області.
Закінчила Харківський бібліотечний інститут у 1957 році. Трудову діяльність почала у районній бібліотеці Бородянки Київської області, обіймала посаду завідувачки дитячої бібліотеки у 1967–1970 роках. Від 1980 року працювала вихователем у ПТУ в Києві.
Друкуватися почала в 1961 році в журналі «Дніпро».
Перша книжка «Живи, жайворонку» вийшла в 1975-му році у видавництві «Веселка».
Тамара Мельниченко — автор книжок для дітей «Живи, жайворонку» та «Час вечірніх вогнів»  [Архівовано 13 лютого 2020 у Wayback Machine.]; автор поетичних збірок: «Жага життя», «Біла казка», «Кохан-зілля».
Останні публікації — збірка дитячої прози «Чим пахне дитинство» 2008 року у видавництві «Грані-Т» — , до якої увійшло й оповідання «Де народжується день?»  [Архівовано 13 лютого 2020 у Wayback Machine.]
Тамара Йосипівна була членом Національної спілки письменників України з 1987 року.